# Pentinat romà

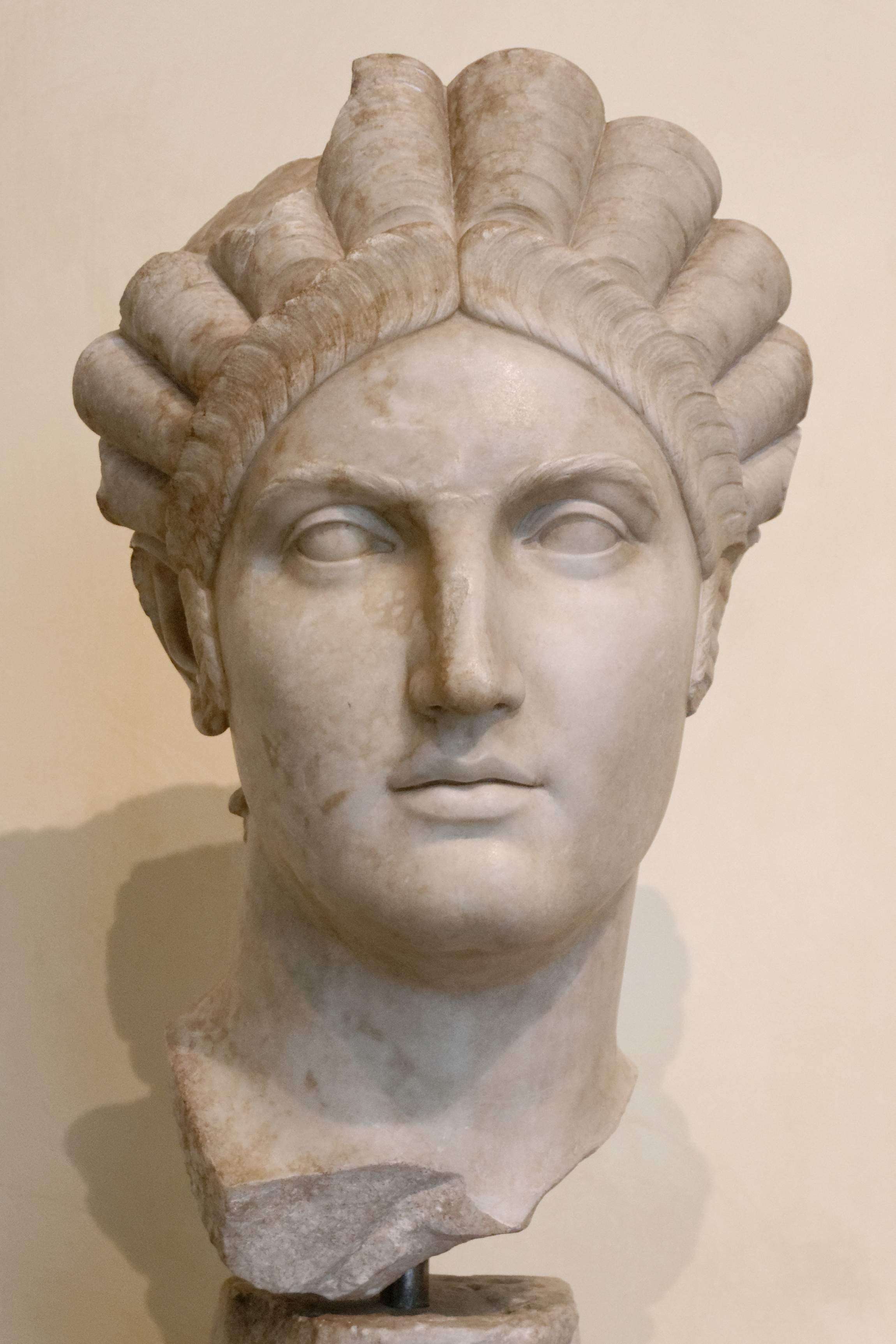
'Matidia 1', bust de marbre c. 119 dC

L'estil dels pentinats a Roma canviava sovint, i especialment durant el període imperial hi havia nombroses maneres de pentinar-se el cabell. Com amb la roba, hi havia estils de pentinat limitats a certes persones de la societat antiga. Les acusades diferències entre estils han permès recrear la cronologia dels retrats romans i l'art; és possible datar imatges d'emperadrius en monedes, o identificar busts segons els seus pentinats.

## Importància

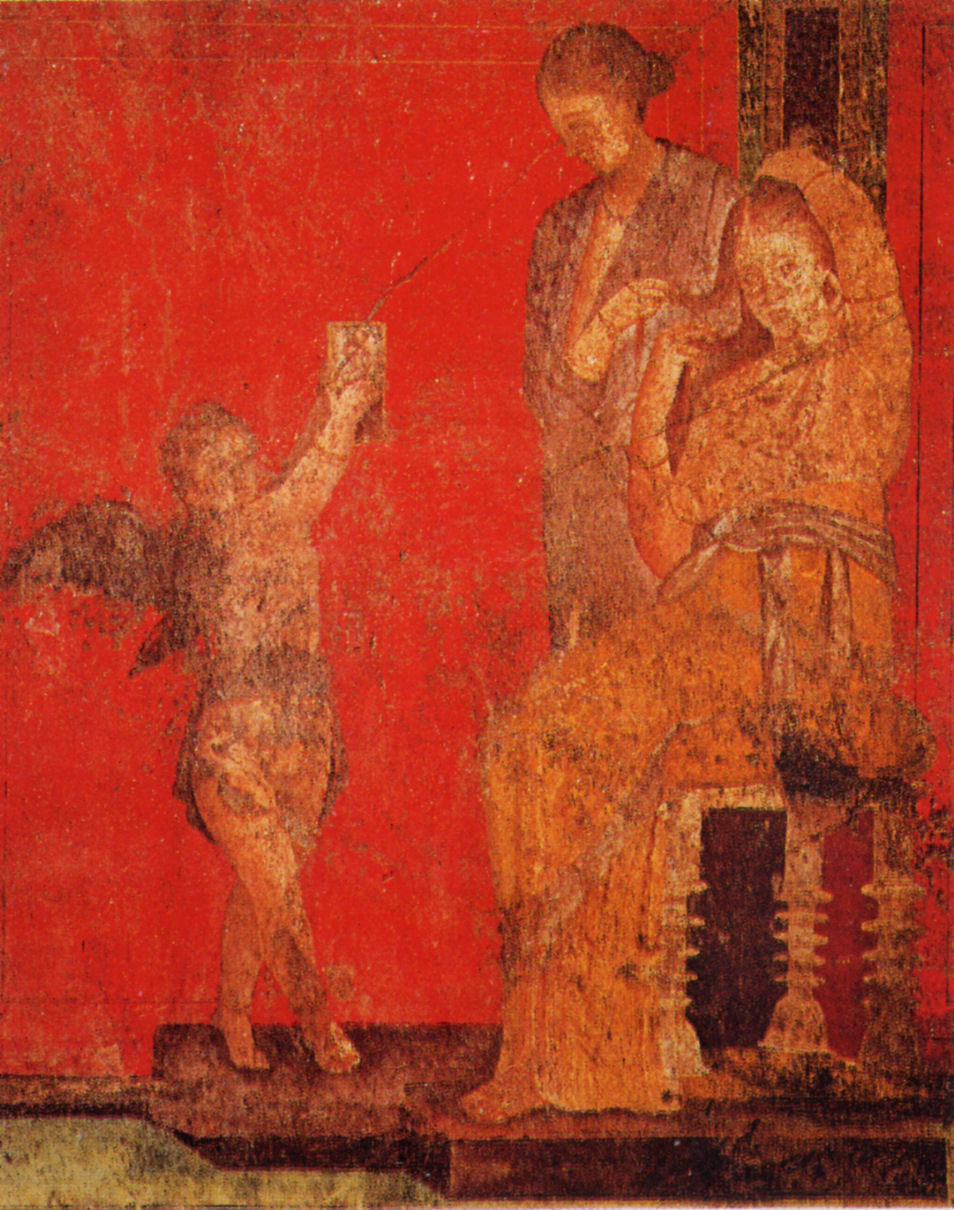
Una dona jove seu mentre una servent arregla el seu cabell amb l'ajuda d'un cupido, que sosté un mirall; detall d'un fresc de la Vil·la dels Misteris a Pompeia, c. 50 aC

Com avui dia, pels romans el cabell era una forma d'expressió de la identitat personal com la roba. Un gran nombre de factors, com el gènere, l'edat, l'estatus social, la riquesa i la professió, determinaven el pentinat. Els estils de les dones expressaven la seva individualitat al món de l'Antiga Roma; el pentinat indicava la pertinença i el paper en la societat de la persona. Hi havia esclaus especialitzats en la perruqueria, anomenats ornatrices, que s'encarregaven de crear un nou pentinat per a l'amo cada dia, a més de treure els cabells grisos.
El cabell era una part molt eròtica del cos femení pels romans, i l'atractiu d'una dona estava relacionat amb la presentació del cabell. Com a conseqüència, es veia bé que una dona es prengués temps amb el seu cabell per tal de donar una bona aparença. La perruqueria i mirar-se al mirall es veien com dues activitats distintament femenines. Es toleraven llargues sessions de preparació de cabell per a dones, malgrat que escriptors com Tertul·lià o Plini van escriure sobre la seva aversió contra el temps i esforç que les dones dedicaven al seu cabell. Tanmateix, les nombroses representacions de dones pentinant-se i mirant-se al mirall en relleus en tombes i retrats són testimoni de com la perruqueria es veia com una part del domini femení.
Més enllà de l'atractiu, la perruqueria era un entreteniment per a dones cultes i elegants. El cabell es veia com a indicatiu de la riquesa i de l'estatus socials, a més del gust i de la moda. A diferència dels pentinats moderns, els pentinats romans no pretenien ser còmodes o naturals sinó ensenyar la riquesa de la persona. Un pentinat complex i poc natural era preferible a un de més simple, en il·lustrar la riquesa per poder-se permetre prendre's temps per pentinar-se. Els estils "naturals" s'associaven amb els bàrbars, de qui creien que no tenien ni temps ni cultura per crear aquests estils. Alhora, aquesta associació amb els bàrbars va portar els romans a portar cabells curts.
El cabell també es feia servir simbòlicament per marcar ritus de pas; per exemple, dur cabell solt era típic en funerals, i el seni crines era el pentinat que duien les núvies i Verges Vestals; dividit i trenat en sis trenes, i en el cas de la núvia, separat amb una llança. El cabell de la núvia se separava amb una hasta recurva o hasta caelibaris, una punta de llança de ferro doblegada i coronada amb flors. El cabell definia també l'edat de la dona. Hi havia una diferència marcada entre els pentinats acceptables per a dones preadolescents, que sovint duien un cabell llarg solt, i per a dones adultes, que també el duien llarg però se'l recollien o trenaven.

## Accessoris

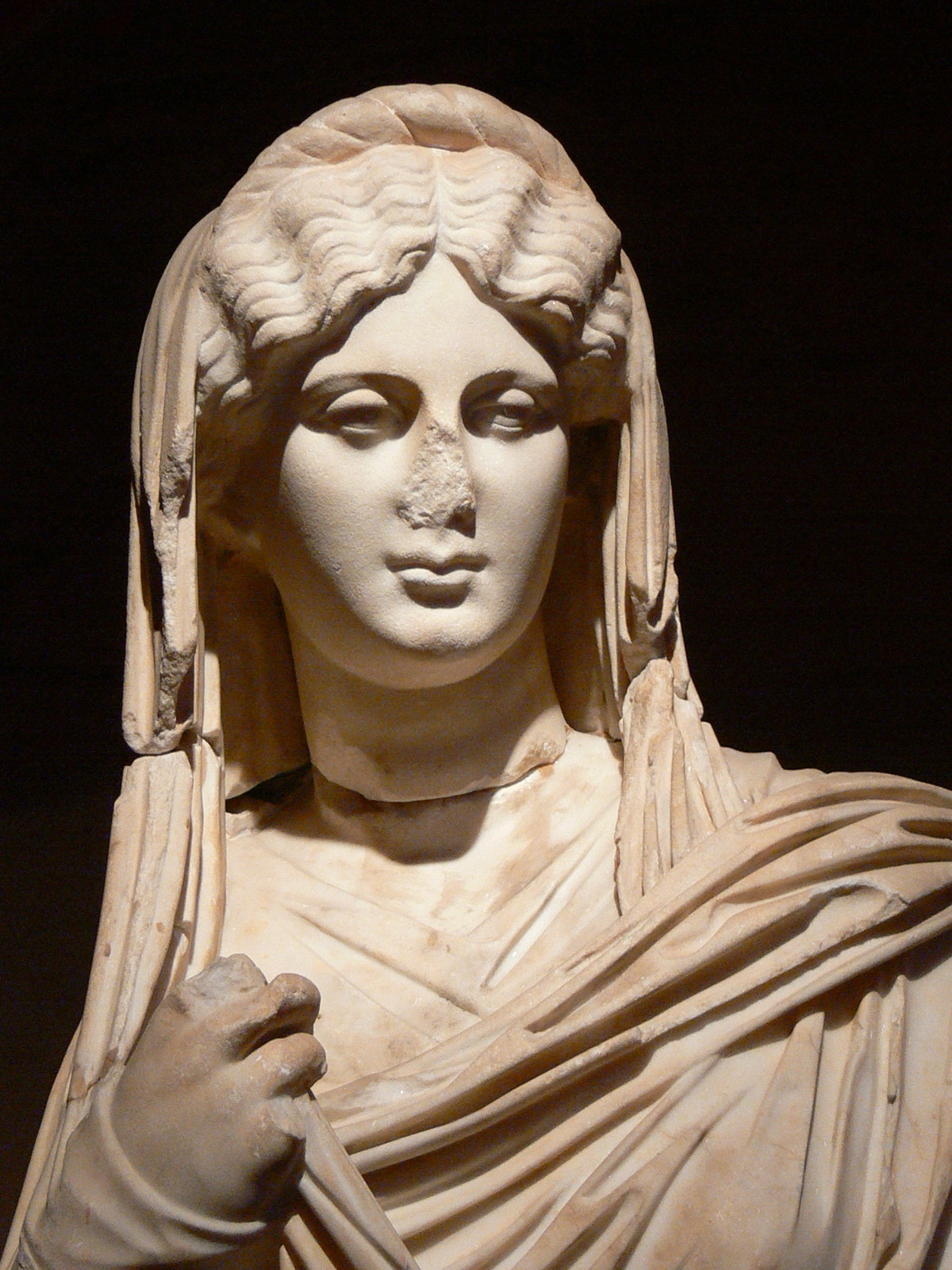
Estàtua amb una palla sobre el cap. El pentinat és del període antoní.

### Vels
Potser a causa de la seva associació eròtica, el cabell sovint es relacionava amb els ideals romans de modèstia femenina i honor. Els vels eren importants en aquest sentit, en protegir (o encoratjaven segons Sèneca el Vell) de les sol·licituds d'homes. La palla marcava les dones respectables casades. Era una peça de roba que envoltava el cos amb un extrem sobre l'espatlla. Hi ha proves que la palla cobria també la part anterior del cap com a mantell.
La palla significava la dignitat i modèstia sexual d'una dona casada, però a causa de la seva naturalesa com a vel, hi ha debat si només l'aristocràcia el portava en públic, o si només les dones treballadores de classes inferiors. Les vittae eren rets de fusta que lligaven els cabells de les dones casades. Eren una altra manera d'indicar la puresa i modèstia de la dona. A les vittae s'hi podien inserir pedres precioses, o en el cas de les Flaminicae, eren de color violeta.

### Perruques

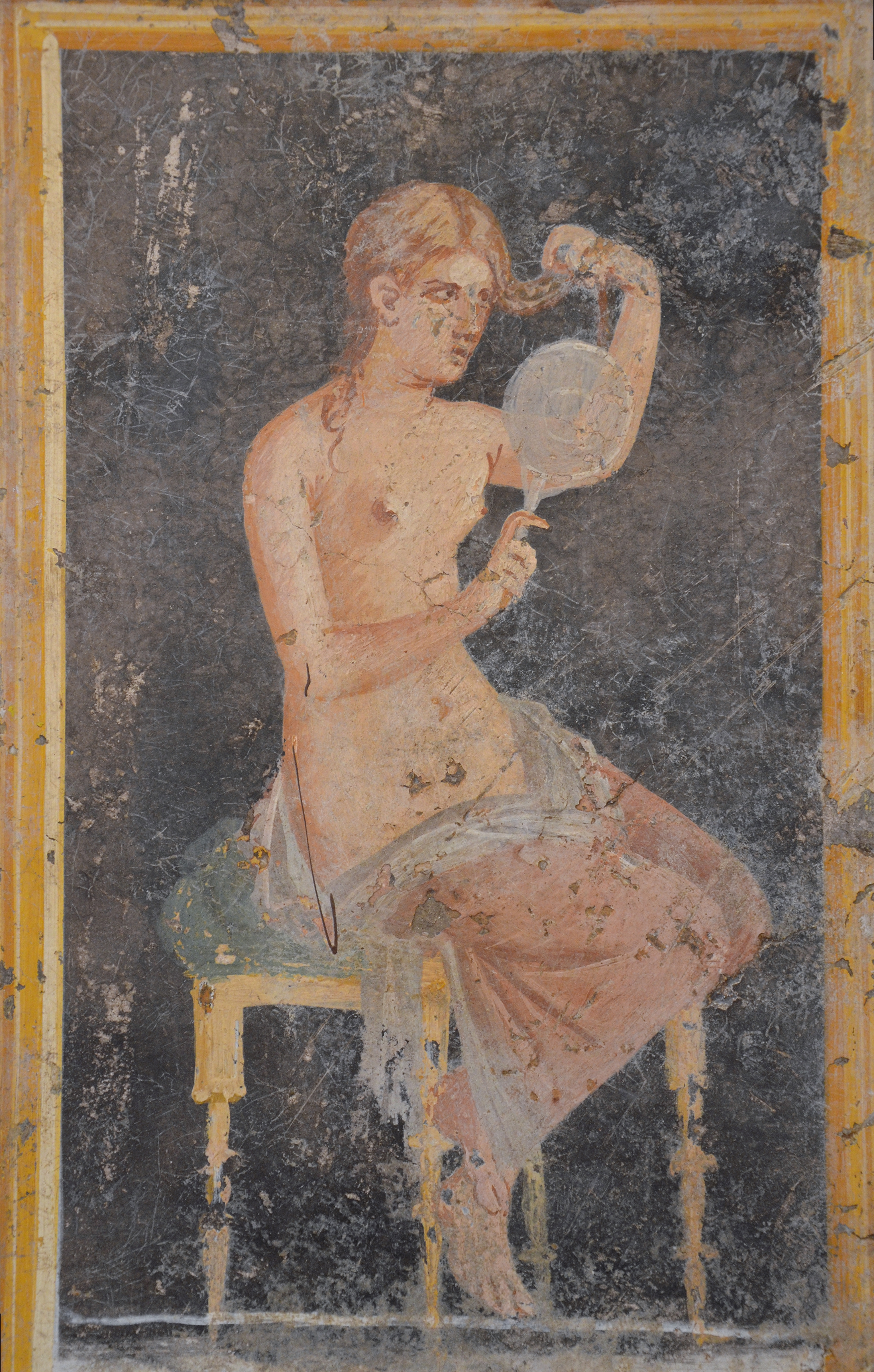
Fresc amb una donava mirant-se al mirall mentre es pentina, a la Vil·la d'Arianna a Estàbia (Castellammare di Stabia), segle I dC

A causa de la naturalesa del cabell i del clima relativament humit al nord de l'Imperi, hi ha pocs exemples de perruques que hagin sobreviscut. Es coneix, però, que tant homes com dones duien perruques fossin calbs o no; l'emperador Otó en duia una, com també Domicià. Les perruques permetien a les dones aconseguir amb menys dificultat el tipus de pentinats alts especialment populars durant les etapes flàvia i trajana (els períodes 69–96 i 98–117 dC). L'escriptor Juvenal va comparar aquests pentinats amb edificis de diversos pisos a Sàtires.
Les perruques eren fetes de cabells humans; el cabell ros d'Alemanya i el castany d'Índia eren especialment valuosos, especialment si provenia del cap d'una persona d'una civilització conquerida. El cabell ros dels diferents pobles germànics simbolitzava els botins de la guerra. En casos on les perruques s'empraven per amagar calvícies, es preferia un aspecte natural, amb el cabell d'un color similar al que la portava. En la resta de casos, l'aspecte natural no era essencial—de fet, sovint s'empraven perruques visiblement falses, de vegades barrejant dos colors contrastants. La pols daurada també donava l'aparença d'un cabell ros i enfortia els cabells ja rossos. Es deia que l'emperador Luci Aureli Ver (r. 161 – 169 AD), de cabell natural ros, en feia servir.
Un avantatge de l'ús de les perruques romanes era que facilitaven l'estilització del cabell. També alleugeria la necessitat de fer créixer massa el cabell; s'ha suggerit que la llargada necessària per crear certs pentinats podia arribar fins a la cintura.
Hi havia dos tipus de perruca en l'època romana: la perruca sencera, anomenada capillamentum, i mitja perruca, anomenada galerus. El galerus podia ser en forma d'un ret de cabells de llana que s'emprava com a farciment per construir un pentinat elaborat, o com a tupè al davant o al darrere del cape. Els tupès s'enganxaven amb agulles o cosint-los en una peça de cuir que després es posava com una perruca. Es podia fer servir cola per fixar-lo al cop o, alternativament, com en un bust del Museu Britànic, el tupè es podia trenar al cabell ja existent. La perruquera Janet Stephens va reconstruir pentinats de l'antiga Roma per intentar demostrar que no eren fets amb perruques, sinó amb el mateix cabell.

### Perruques de marbre separables
Els busts podien tenir perruques separables de marbre. S'ha suggerit que aquestes perruques permetien actualitzar els busts a les noves modes, en ser car encarregar un bust cada cop que la moda canviava. Una altra raó possible era per adaptar-se al ritual sirià d'ungir el crani d'un bust amb oli, a més de casos on el bust era un encàrrec funerari.

## Eines

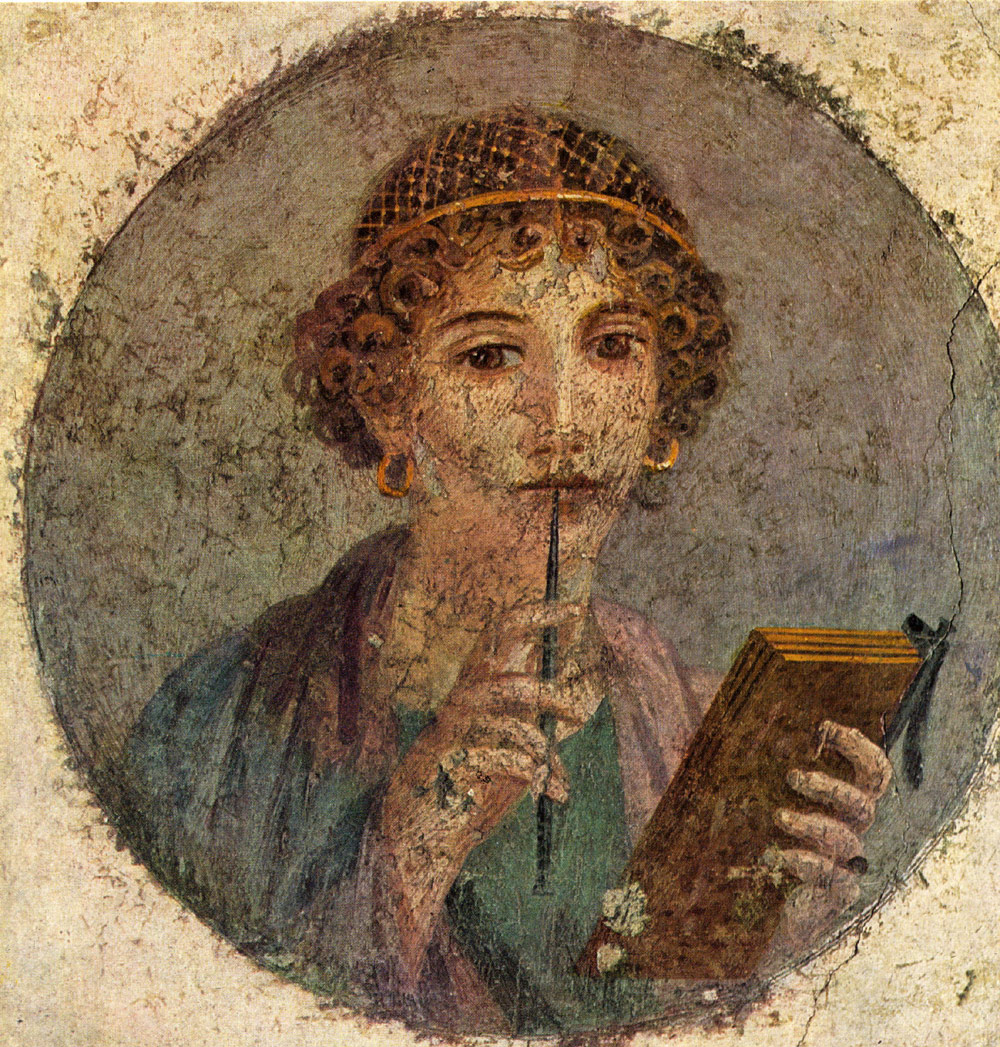
Ret daurat del període imperial, a Pompeia

### Tints
El tint era popular entre les dones, malgrat que la freqüència en què es tintava sovint l'afeblia. Tertul·lià suggereix que el tint de cabell cremava el cuir cabellut i danyava el cap. Els tints artificials es podien aplicar a través de pólvores i gels. També era típica l'henna, un tint temporal, o el greix animal. Els tints permanents més comuns eren fets sobre una base de substàncies naturals i mescles menys ortodoxes. Per prevenir l'aparició de cabells grisos, els romans de nit s'aplicaven una pasta feta d'herbes, cucs i femta de coloms per aclarir el color del cabell. Plini el Vell havia suggerit fer servir sangoneres podrides en vi negre durant quaranta dies per tenyir-se el cabell de color negre.
Per la preparació de tints pèl-rojos s'emprava una barreja de greixos animals i cendres de fusta de faig, mentre que per cabells rossos es necessitava safrà. Ovidi ofereix més exemples de tints, fets amb herbes i safrà. Per curar malalties com la pèrdua de cabell, Plini recomanava aplicar-se la vesícula biliar d'una truja, barrejada amb orina de toro o les cendres dels genitals d'un ase, o altres barreges com les cendres de les banyes d'un cérvol amb vi. També es deia que la llet o la femta de cabra podia eliminar polls.

### Planxes per arrissar, agulles i rets
Els romans feien servir planxes per arrissar el cabell conegudes com a calamistrum. Estaven compostes per un cilindre metàl·lic buit a l'exterior, amb un cilindre sòlid més petit dins seu. El cabell s'enrotllava al voltant del cilindre sòlid i s'inseria a l'altre, que s'escalfava en un foc per tal d'arrissar el cabell. A causa de la freqüència i la temperatura en què s'arrissava el cabell, sovint es danyava. També eren d'ús comú agulles i rets; mentre que les dones de classe baixa feien servir agulles de fusta, l'aristocràcia emprava ossos daurats, d'ivori, de cristall, platejats o pintats. Les agulles es decoraven amb relleus de déus, o perles i penjolls.

## Evolució

### Tutulus
El tutulus era originalment un pentinat etrusc típic dels segles VI i V aC. Era propi de les materfamilias, les mares de família. Aquest pentinat va seguir utilitzant-se malgrat els canvis de moda. Per aconseguir-lo, el cabell es dividia i s'apilava en forma de monyo; posteriorment, es lligava amb rets de llana de color violeta. Finalment, el cabell tenia una forma cònica. També el portaven les flaminicae.

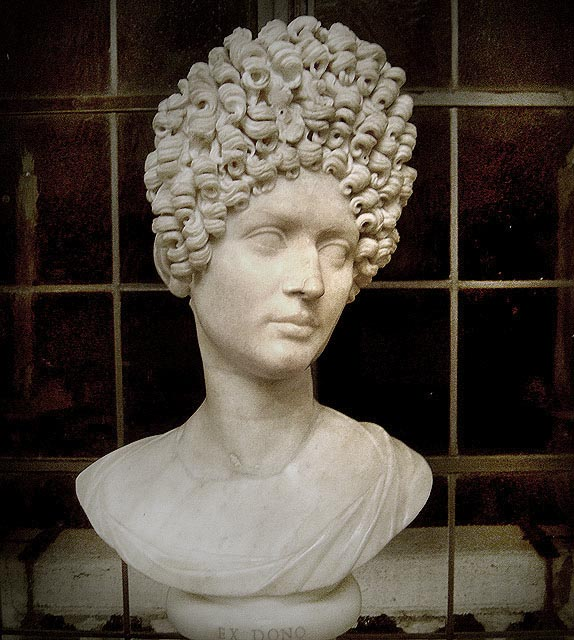
Bust d'una dona jove (potser Júlia, filla de Tit) del període flàvia de marbre, 80s—90s dC. Mostra els pentinats elaborats propis de les classes altes de roma.

### Pentinats del període republicà i august
El pentinat nodus era especialment comú durant el període republicà. En la iconografia imperial, aquest pentinat s'associava amb les dones de la casa d'August. El nodus consistia en separar en tres el cabell, amb el cabell dels costats lligat en un monyo al darrere i la secció central replegada sobre si mateixa, creant un efecte similar a l'estil pompadour modern. Lívia, esposa d'August, i Octàvia, germana d'August, sovint empraven aquest estil, també durant l'era imperial. Altres estils de l'etapa júlio-clàudia eren més simples, amb el cabell dividit en dos i lligat en un monyo al darrere, potser per juxtaposar la modèstia romana amb l'ostentació de Cleòpatra.

### Pentinats flavis i antonins

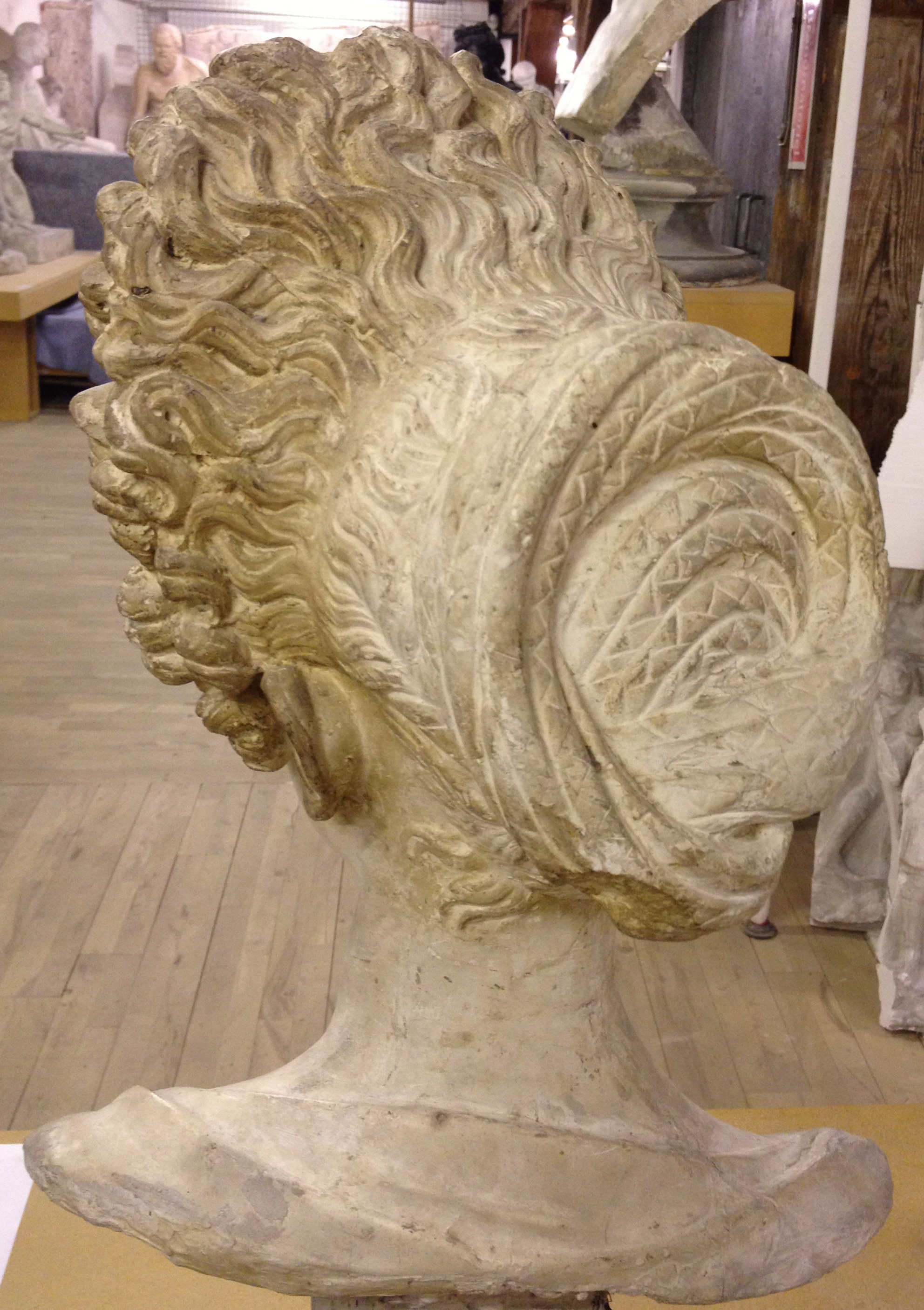
Retrat d'una dona romana del període flavi, Musei Capitolini

Els pentinats flavis i antonins diferien molt entre homes i dones a la vida real i en aparença física del cabell en escultures masculines i femenines. A l'antiga roma, el cabell era un determinant important de l'atractiu físic d'una dona. Les escultures femenines grans rínxols amb forts efectes de clarobscur. Pel que fa als homes, la major part del període flavi (finals del segle I dC) portaven el cabell curt, que implicava un paper actiu a societat, en contrast amb la passivitat que connotava el cabell femení.
Els pentinats flavis i antonins potser són els més coneguts i extravagants de la Roma imperial. Durant aquesta època, els pentinats de les dones aristocràtiques eren més ostentosos i alts, amb masses de rínxols amb formes i trenes. Els vèrtexs elevats de la part frontal s'aconseguien amb rets de llana i tupès, i es podien adherir tant a la part posterior del cap com a la frontal. Generalment, com en el cas del bust Fonseca de la imatge, aquest pentinat era propi del període flavi. El cabell es pentinava en dues parts; la secció frontal cap al davant amb rínxols, mentre que la del darrere es trenava i s'enrotllava en un complex monyo. L'escriptor Juvenal va descriure aquesta moda.
Durant el període antoní posterior era menys popular dur la part frontal arrissada que en el període flavi. Les trenes del darrere es van acostar cap al davant, sovint reposant sobre el cap. En un altre estil propi d'aquest període el cabell se separava en rebladures i s'unien al darrere.
Es discuteix si els retrats romans tradueixen acuradament els pentinats que duia la població a causa de la falta de cabell de l'època que hagi sobreviscut. Tanmateix, a causa del nombre d'estàtues amb referències al cabell, els etnògrafs i antropòlegs han reconegut que tenia un paper important a l'hora d'identificar el gènere i la societat a la qual pertanyia l'individu.

### Dinastia severa
Júlia Domna, esposa de Septimi Sever, tenia un pentinat especialment notable. Duia una perruca pesant i globular, amb ones de la mida d'un dit i clenxa. Júlia Domna era la filla del sacerdot més important de síria, i s'ha suggerit que el seu estil podria indicar els seus orígens estrangers. Malgrat ser de l'Orient, va adoptar una perruca per projectar una aparença típicament romana i per imitar la seva predecessora, Faustina la Jove.

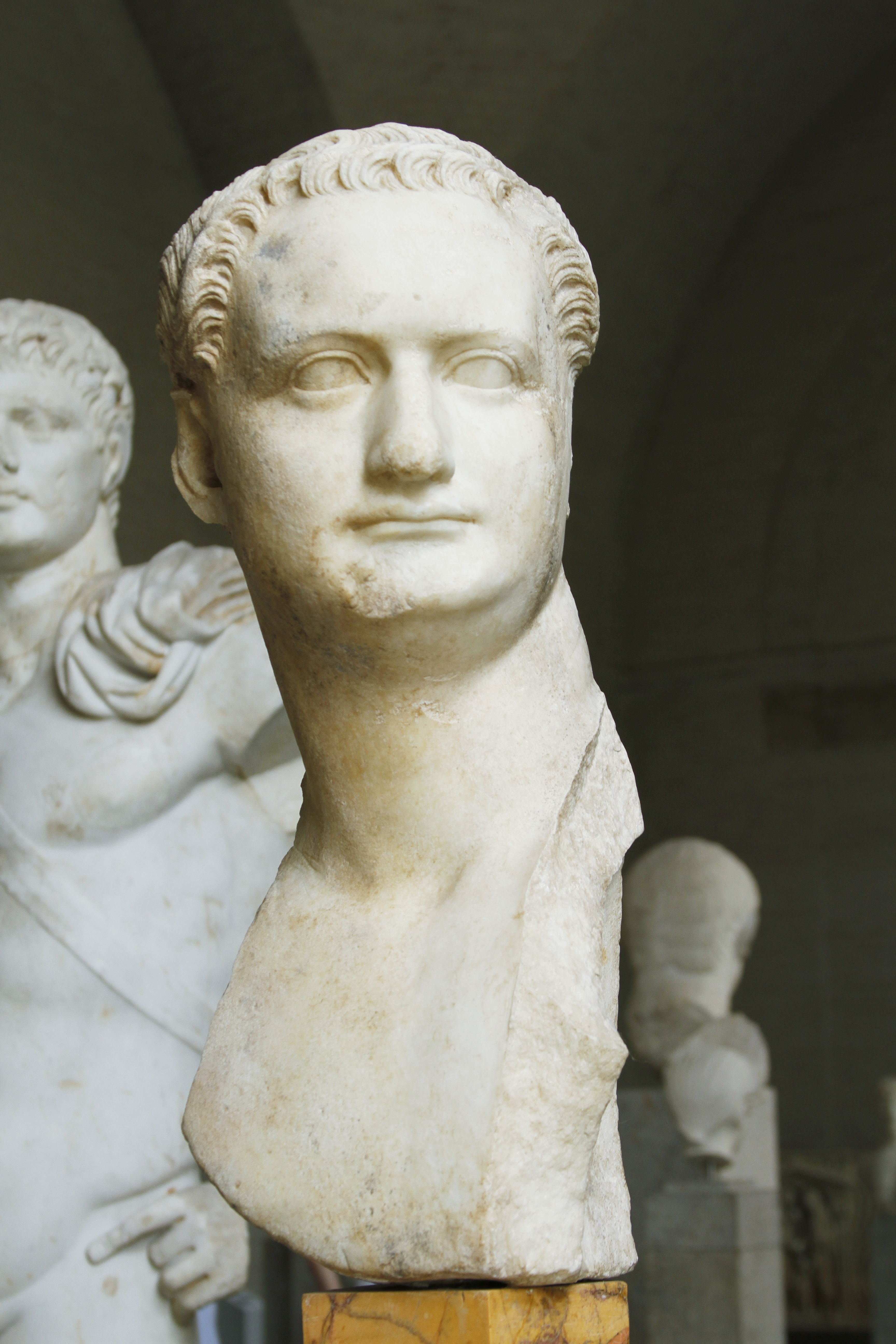
Bust de Domicià

Les dones estrangers sovint portaven el seu cabell diferent de les romanes, i les dones de Palmira acostumaven a dur el cabell ondulat amb una clenxa, acompanyat de diademes i turbants segons els costums locals. Les dones orientals generalment no portaven perruques, i es preferien els pentinats elaborats fets amb el mateix cabell. Amb el pas del temps, els pentinats severs van evolucionar cap a un estil amb més rínxols al davant i al darrere del cap, sovint acompanyats d'una perruca.

## Pentinats masculins

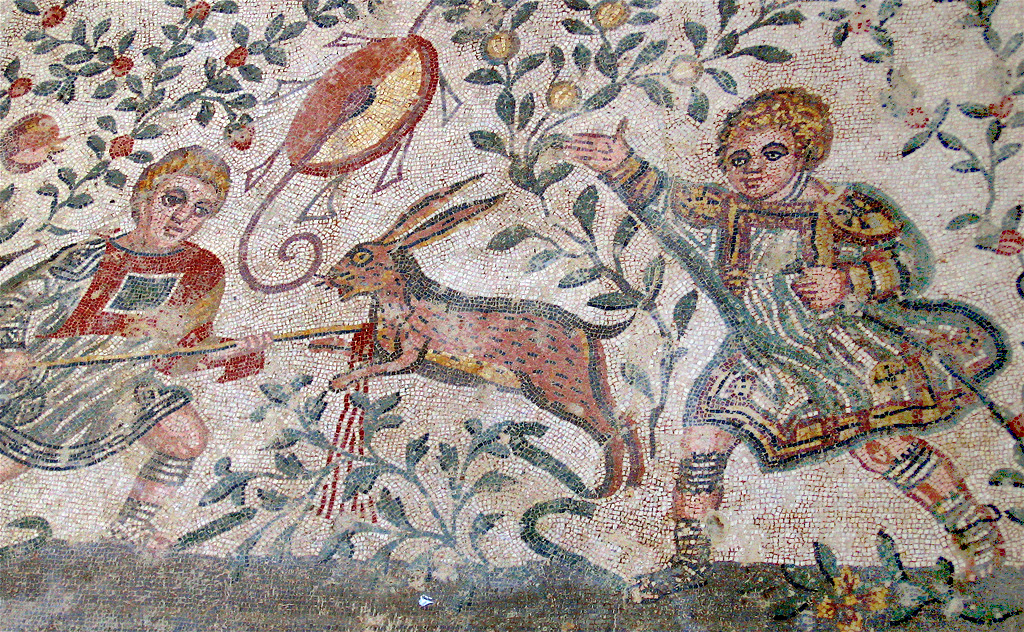
Nois amb cabell castany curt caçant un conill en un mosaic de la Vil·la romana del Casale, Sicília romana, segle IV dC

Els pentinats romans per a homes van canviar al llarg temps. Mentre que els pentinats masculins requerien menys atenció diària que els femenins, tant l'estil com la resposta social que provocava eren radicalment diferents. Les sessions llargues de perruqueria d'homes es veien com a tabú. El cabell de les dones es tractava segons tècniques diferents a les dels homes, pràctica determinada exclusivament per la cultura de l'època. Tanmateix, les celles sí que s'acostumaven a tractar de la mateixa manera.
Inicialment, és probable que els homes romans portessin el cabell llarg. Amb l'arribada de barbers anomenats tonsors cap a l'any 300 aC va ser costum portar el cabell curt. A l'Antiga Roma, els esclaus familiars actuaven com a perruques dels homes rics. Tanmateix, els homes que no tenien accés a perruquers privats que preferien una atmosfera més social anaven a una barberia (tonstrina). Les barberies eren llocs de trobades socials i sovint se celebrava dins de la comunitat la primera afaitada d'un home com un pas a l'adultesa. Els barbers acostumaven a afaitar les cares dels clients amb ganivets de ferro i posteriorment aplicaven ungüents que podrien contenir teranyines. Dur el cabell curt i la barba afaitada era la regla a Roma el segle ii aC; els homes que duien barba no podien entrar al senat sense afaitar-se.
A l'Antiga Roma era preferible que els homes portessin el cap amb cabell. Això era un problema per Juli Cèsar. Ser calb era considerat una deformitat, així que el Cèsar va intentar amagar la seva falta de cabell pentinant-se el cabell per sobre de la coroneta o portant una corona de llorer. Suetoni va escriure que "la seva alopècia era quelcom que el molestava enormement."
És fàcil saber com els emperadors duien el cabell durant l'època romana. Una característica constant dels retrats d'August és el seu pentinat, amb un serrell distintiu. Sovint es veia l'emperador com a establidor de modes, com en el cas de Neró (54–68 dC), que va adoptar pentinats elaborats amb rínxols i patilles. Al període flavi, la major part d'homes es tallaven el cabell curt a la coroneta. Durant les següents dècades, el cabell llis amb serrell era típic entre els homes trajans. L'emperador Adrià (117–138 dC) va ser el primer emperador en portar barba, i molts emperadors posteriors seguirien aquesta moda. Sovint s'ha vist com a símbol de la seva devoció per Grècia i la cultura grega. Una font literària, Historia Augusta, assegura que Adrià portava barba per amagar els grans que tenia.